# Telmatactis clavata
Telmatactis clavata is een zeeanemonensoort uit de familie Isophelliidae.
Telmatactis clavata is voor het eerst wetenschappelijk beschreven door Stimpson in 1856.